# Гантінгтон (Техас)
Гантінгтон (англ. Huntington) — місто (англ. city) в США, в окрузі Анджеліна штату Техас. Населення — 2025 осіб (2020).

## Географія
Гантінгтон розташований за координатами 31°16′49″ пн. ш. 94°34′36″ зх. д. / 31.28028° пн. ш. 94.57667° зх. д. (31.280311, -94.576566).  За даними Бюро перепису населення США в 2010 році місто мало площу 7,14 км², з яких 7,11 км² — суходіл та 0,03 км² — водойми.

## Демографія
Згідно з переписом 2010 року, у місті мешкало 2118 осіб у 767 домогосподарствах у складі 533 родин. Густота населення становила 297 осіб/км².  Було 896 помешкань (126/км²).
Расовий склад населення:
| - 90,1 % — білих - 5,9 % — чорних або афроамериканців - 0,3 % — корінних американців - 0,1 % — азіатів - 1,6 % — осіб інших рас |

До двох чи більше рас належало 1,9 %. Частка іспаномовних становила 4,4 % від усіх жителів.
За віковим діапазоном населення розподілялося таким чином: 28,3 % — особи молодші 18 років, 55,7 % — особи у віці 18—64 років, 16,0 % — особи у віці 65 років та старші. Медіана віку мешканця становила 36,5 року. На 100 осіб жіночої статі у місті припадало 86,6 чоловіків;  на 100 жінок у віці від 18 років та старших — 81,4 чоловіків також старших 18 років.
Середній дохід на одне домашнє господарство  становив 44 451 долар США (медіана — 39 559), а середній дохід на одну сім'ю — 50 628 доларів (медіана — 46 742). Медіана доходів становила 41 250 доларів для чоловіків та 27 429 доларів для жінок. За межею бідності перебувало 24,5 % осіб, у тому числі 21,6 % дітей у віці до 18 років та 19,4 % осіб у віці 65 років та старших.
Цивільне працевлаштоване населення становило 873 особи. Основні галузі зайнятості: освіта, охорона здоров'я та соціальна допомога — 22,8 %, роздрібна торгівля — 17,2 %, науковці, спеціалісти, менеджери — 10,2 %, транспорт — 8,6 %.